# Пальне
Пальне́ (нім. Kraftstoff, Treibstoff, англ. fuel, рос. горючее) — паливо для двигунів; речовина, що є джерелом енергії при спалюванні у двигунах, котельних і інших енергетичних установках.
Будь-яке пальне є паливом, але не кожне паливо є пальним.
Пальне (на відміну від решти видів палива) використовують переважно для засобів пересування (автомобілів, локомотивів, плавзасобів, літаків, ракет тощо), тому воно повинно складати достатньо малу частину об'єму і ваги засобу пересування, щоб забезпечити його високу ефективність.
Іноді вживають термін хімічне пальне, щоби підкреслити той факт, що енергія виділяється у процесі хімічної реакції окиснення (горінні).

## Види пального

### Рідке пальне
До цього виду відносять:
- Бензин
- Гас (Керосин)
- Дизельне пальне
- Метанол
- Біодизель
- Етаноли
- Скраплений газ (наприклад пропан-бутанова суміш)
- Рослинні олії
- Мазут

та багато інших рідин, емульсій та рідких горючих сумішей

### Газоподібне пальне
Це переважно стиснені гази:
- Метан
- Етан
- Природний газ
- Водень
- Газогенераторний газ

та інші

### Тверде пальне
Специфічний вид пального, який використовують здебільшого у твердопаливних ракетних двигунах:
- Порох
- Спеціальні суміші

## Альтернативне пальне
- Водовугільне паливо
- Паливо альтернативне

## Цікаві факти
- Не в кожній мові розрізняються терміни пальне та паливо. Зокрема, англійське fuel і польське paliwo означають як паливо, так і пальне. Поняття паливо має ширше значення.
- Існує також термін ядерне паливо — речовини, які виділяють енергію в процесі ядерних реакцій, яка використовується в ядерних енергетичних установках.